# Nordstrøm
Nordstrøm er en dansk elektropopduo dannet i 2004 i København. Gruppen består af Troels Holdt (programmering, keys, kor mm.) og Lars Malm (vokal, keys, programmering, kor m.m.), der i 2004 havde mere end ti års venskab bag sig. Navnet Nordstrøm er ifølge Holdt og Malm valgt, fordi det i lyd og stemning er elektronisk musik fra de nordlige himmelstrøg, og fordi strøm  skaber liv.
Nordstrøm debuterede i 2006 med singlen og storhittet "Berlin", som udkom på EMI den 1. maj. "Berlin" blev blandt andet valgt som Ugens Uundgåelige på P3 og var den mest spillede sang på samme radiostation i 2006. Sangen modtog i august 2006 guld og havde pr. april 2008 solgt ca. 12.000 eksemplarer. Singlen var en forløber for albummet Dagdrømmer, der udkom den 21. august 2006. Senere fulgte singler som "Gi' besked", "Sensommersol" og "Du og jeg". Albummet har modtaget guld for 15.000 solgte eksemplarer.
Nordstrøm har blandt andet givet koncert på Spotfestivalen i Århus, på Roskilde Festivalen den 25. juni 2006 og på Vega i København. Nordstrøm gav koncert på Plænen i Tivoli i København den 31. august 2007.
I 2009 skrev og producerede de sammen med Lise Cabble sangen "Big Bang Baby", som blev sunget af Claus Christensen i Dansk Melodi Grand Prix 2009.
I 2015 udgav Søs Fenger, Troels Holdt og Lars Malm albummet Gnister, som trioen Fenger//Nordstrøm.

## Nordstrøms referencer og baggrund
Nordstrøms tekstunivers, musik og image synes i nogen grad at have Pet Shop Boys og St. Etienne som referencerammer. Fx leder bilscenen med Lars og Troels i musikvideoen til singlen 'Du og jeg' tankerne hen på sekvenser fra musikvideoerne til Pet Shop Boys-klassikerne 'Always On My Mind' og 'Rent'. Af danske bands synes det navnlig at være Love Shop, Gangway og TV-2, der har inspireret, selv om Nordstrøm foretrækker at fokusere på deres egen stil frem for at tale om, hvilke bands de har mest til fælles med. 
De danske bands Love Shop og TV-2 synes at være inspirationskilder, fordi de har formået at sætte nye standarder for, hvordan det til tider uregerlige danske sprog kan fungere i popmusikken. 
Før Nordstrøm spillede Lars og Troels i en række forskellige bandkonstellationer på hobbyplan, og selv om de nåede at turnere på Balkan, droppede de til sidst de øvrige projekter i en erkendelse af, at de ikke blev til noget, hvorpå de kastede sig over Nordstrøm.
Til trods for at Nordstrøm gør sig i elektro-pop, startede både Lars og Troels' venskab og musikalske samarbejde over Hank Williams-klassikeren 'There's A Tear In My Beer'.
Lars og Troels har en fælles forkærlighed for gamle country-klassikere, og selv om man ikke kan høre så meget som skyggen af en cowboyhat i Nordstrøms musik, har de gamle countrylegender alligevel øvet en vis indflydelse. På gruppens myspace-side fremgår fx Willie Nelson-citatet "There are songs everywhere", som ifølge Nordstrøm er valgt for at signalere, at musik med Nordstrøms øjne skal være umiddelbar, og fordi de henter inspirationen til deres sange i livet og hverdagen.

## Diskografi (studiealbum)

### Dagdrømmer (2006)
- Stereo
- Berlin
- Du Og Jeg
- Foden Indenfor
- Spil For Galleriet
- Inkonsekvent
- Gi’ Besked
- Velsignede Tøs
- Natteravn
- Dagdrømmer
- Smil Du’ På
- Rotation

### Endnu En (2008)
- Perfekt
- Endnu En
- Hvem Hvad Hvor
- Lyden Af Dit Smil
- Hun Sidder Her
- Bonnie & Clyde
- OK
- Business Class
- Lagt På Is
- For Himlens Skyld
- Mig Og Min Vagt
- Ro På

### Alt På Plads (2010)
- Respirator
- Januar
- Alt På Plads
- En Sommer Der Bli'r
- En Sommer Der Bli'r, Pt. 2
- Sang Som Ingen Hører
- Ny Start
- Lykkeligt Glemt
- Johnny
- Samlebånd
- Kapitulation
- Tanken Tom

## Diskografi (singler)

### 2006
- Berlin (maj)
- Gi besked (august)
- Sensommersol (september, non album track)
- Du og jeg (december)

### 2007
- Spil for galleriet (marts)

### 2008
- Endnu En (marts)
- Lyden af dit smil (juni)
- Danmark, det er jul (December)

### 2009
- Perfekt (Januar)

### 2010
- Januar (Januar)
- Johnny (Maj)
- Respirator (Oktober)

### 2011
- Sort Mercedes (April)